# 乔·伊根
乔·伊根（英語：Joe Egan，1953年10月31日—），澳大利亚男子田径、排球运动员。他曾代表澳大利亚参加1980年、1984年、1988年和2000年夏季残疾人奥林匹克运动会田径比赛，获得一枚金牌、一枚银牌和三枚铜牌。